# Temple-Klasse
Die Temple-Klasse war eine Klasse von zwei 68-Kanonen-Linienschiffen 3. Ranges der britischen Marine, die von 1758 bis 1762 in Dienst stand.

## Allgemeines
Die beiden, auf privaten Werften gebauten, Schiffe der Klasse wurden nach den Linien des britischen 70-Kanonen-Linienschiffes Vanguard (Stapellauf 1748) und damit den alten Richtlinien des 1745 Establishment gebaut. Sie waren die letzten britischen 68-(nominell 70)-Kanonen-Linienschiffe, da der Übergang zum 74-Kanonen-Linienschiff mit der Dublin-Klasse bereits begonnen hatte.

## Einheiten
| Name      | Bauwerft                         | Bestellung        | Kiellegung        | Stapellauf       | Indienststellung | Verbleib                                                                   |
| --------- | -------------------------------- | ----------------- | ----------------- | ---------------- | ---------------- | -------------------------------------------------------------------------- |
| Temple    | Hessel Cliff, Kingston upon Hull | 9. September 1756 | 17. November 1756 | 3. November 1758 | 10. Januar 1759  | Am 18. Dezember 1762 vor Cape Clear Island auf Grund gelaufen und gesunken |
| Conqueror | King’s Yard, Harwich             | 11. Januar 1757   | 9. Februar 1757   | 24. Mai 1758     | 13. Mai 1758     | Am 26. Oktober 1760 im Plymouth Sound gesunken                             |

## Technische Beschreibung
Die Klasse war als Batterieschiff mit zwei durchgehenden Geschützdecks konzipiert und hatte eine Länge von 46,46 Metern (Geschützdeck) bzw. 39,93 (Kiel), eine Breite von 13,73 Metern und einen Tiefgang von 5,8 Metern. Sie waren Rahsegler mit drei Masten (Fockmast, Großmast und Kreuzmast). Der Rumpf schloss im Heckbereich mit einem Heckspiegel, in den Galerien integriert waren, die in die seitlich angebrachten Seitengalerien mündeten.
Die Bewaffnung der Klasse bestand aus 68 Kanonen.
|        | Unteres Batteriedeck | Oberes Batteriedeck | Backdeck      | Achterdeck     | Kanonen (Geschossgewicht) |
| ------ | -------------------- | ------------------- | ------------- | -------------- | ------------------------- |
| Design | 26 × 32-Pfünder      | 28 × 18-Pfünder     | 2 × 9-Pfünder | 12 × 9-Pfünder | 68 Kanonen (331,51 kg)    |

## Besatzung
Die Besatzung hatte eine Stärke von 520 Mann.